# Archanara jaeschkei
Archanara jaeschkei là một loài bướm đêm trong họ Noctuidae.